# Komitat Csanád
Komitat Csanád (węg. Csanád vármegye) – komitat Królestwa Węgier. Jego stolicą było Makó.
Graniczył z komitatami Arad, Békés, Csongrád i Torontál. Jego główną rzeką była Marusza. Jego powierzchnia wynosiła 1714 km². Geograficznie był częścią Wielkiej Niziny Węgierskiej.
W 1910 roku liczył 144 780 mieszkańców, z czego 108 621 Węgrów, 17 133 Słowaków 14 046 Rumunów, 3967 Serbów i 1013 Niemców.